# Ronald David Laing
Ronald David Laing (7. října 1927 Glasgow, Skotsko – 23. srpna 1989 Saint-Tropez, Francie) byl skotský psychiatr. Jeho teorie vycházely z psychoanalýzy, byly silně ovlivněny existenciální filozofií, zejména Mauricem Merleau-Pontym a Jean-Paul Sartrem, ale i Karlem Marxem. Většinou je Laing přiřazován k takzvané antipsychiatrii, spolu s Davidem Cooperem a Aaronem Estersonem, s nimiž napsal některé texty, sám se však k tomuto hnutí nehlásil. Politicky byl v 60. letech přiřazován k takzvané Nové levici.
V roce 1956 začal pracovat na Tavistocké klinice v Londýně. V této době se sblížil s psychoanalýzou a úzce spolupracoval s Johnem Bowlbym, Donaldem W. Winnicottem či Charlesem Rycroftem. V tomto období (1960) napsal knihu Rozdělené Self (Divided Self), v níž hledal existenciální předpoklad psychózy (tzv. schizoidnost – odseparování Self od těla). Kniha je dodnes v psychoanalýze považována za významnou. Další Laingovy práce jsou však již psychoanalýze vzdálenější.
Kniha Sanity, Madness and the Family, napsaná s Estersonem, je považovaná za základní text antipsychiatrie. Laing a Esterson v ní popisují svou zkušenost s psychotiky i schizofreniky a dokazují, že jejich chování je naprosto pochopitelné a konzistentní, pokud ho zasadíme do kontextu, v němž vzniklo (zejména do rodiny) – u rodičů paranoidní dívky Laing například vypozoroval, že si v přítomnosti své dcery vyměňují nenápadné posunky a gesta, která pak před dcerou popírají. Lainga také velmi ovlivnil koncept dvojné vazby (double bind) zformulovaný kybernetikem Gregory Batesonem. Své "antipsychiatrické" teze Laing rozvinul také v knize The Politics of Experience, kde byl ovlivněm i Marxem a zejména Sartrem.
Laing psal také poezii. Sám trpěl depresemi a měl problémy s alkoholem.